# J.R. Reynolds
James Richard Reynolds, detto J.R. (Roanoke, 9 maggio 1984), è un ex cestista statunitense.

## Palmarès
- Campionato francese: 2

ASVEL: 2008-09
Limoges CSP: 2013-14
- Campionato montenegrino: 2

Budućnost: 2014-15, 2016-17
- Coppa del Montenegro: 2

Budućnost: 2015, 2017
- Supercoppa polacca: 1

Zielona Góra: 2015